# Virt
Virt (régebbi nevén Vért, szlovákul Virt) község Szlovákiában, a Nyitrai kerületben, a Komáromi járásban.

## Fekvése
Komáromtól 16 km-re keletre, a Pati-csatorna bal partján, az Öreg-Zsitva torkolata közelében fekszik. A Zsitva a falu közelében 40 hektáros tóvá szélesedik. Környéke kitűnő szőlőtermő vidék. Virten keresztülhalad a Dunaradványt (3 km) Marcelházával  (5 km) összekötő mellékút. Közigazgatásilag északról és északnyugatról Marcelháza, délnyugatról Pat, keletről Dunaradvány határolja.

## Élővilága

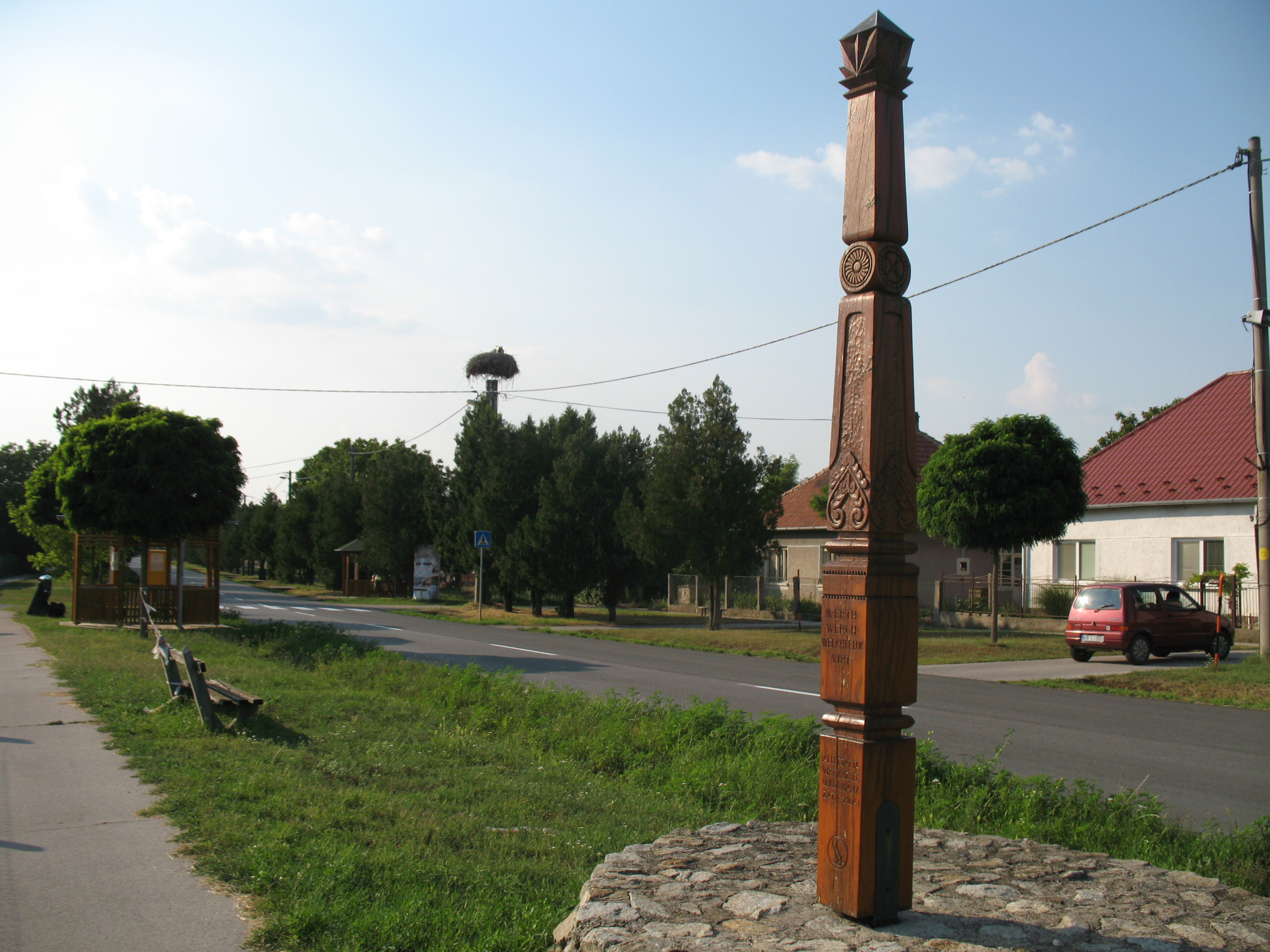
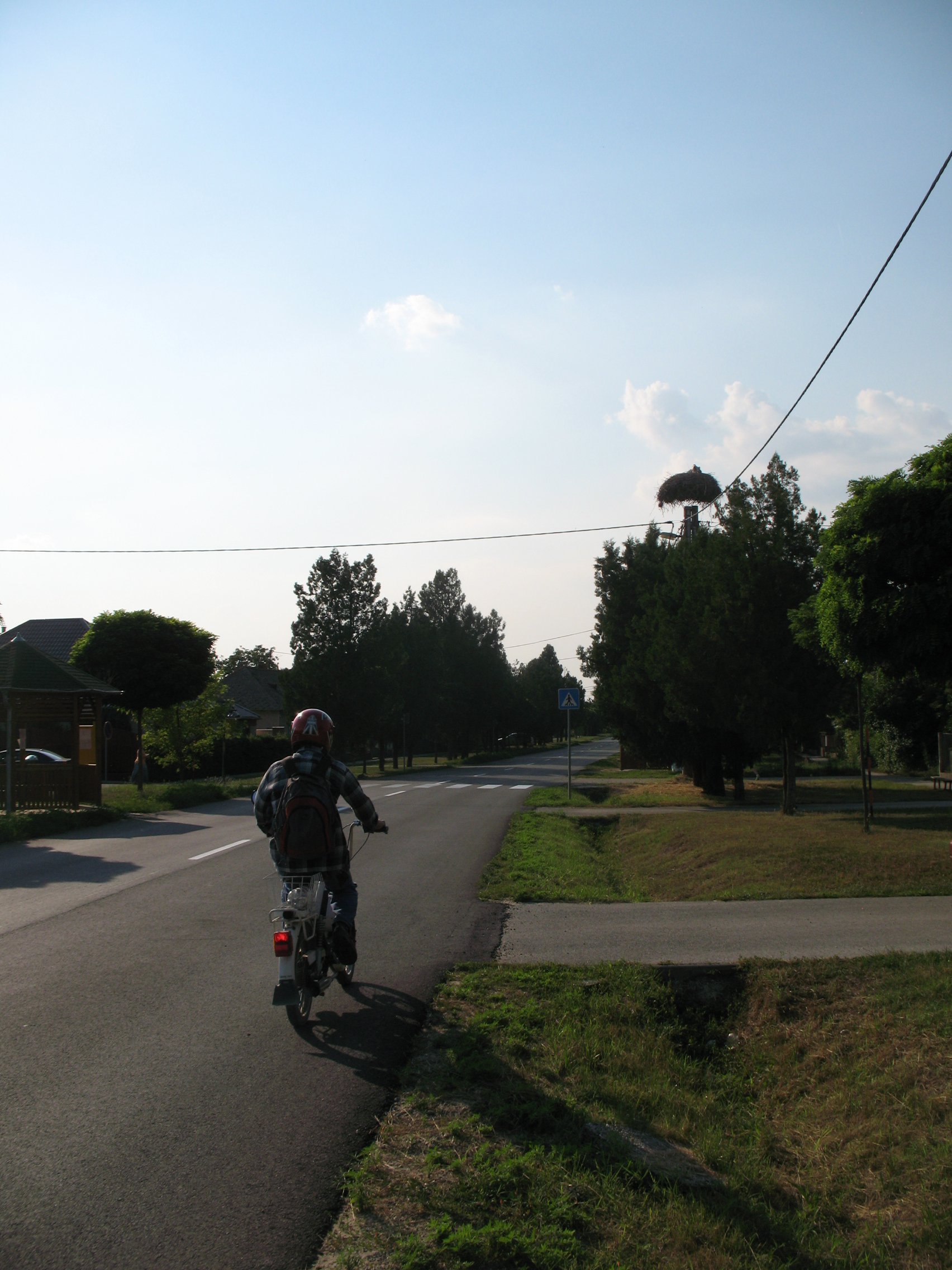
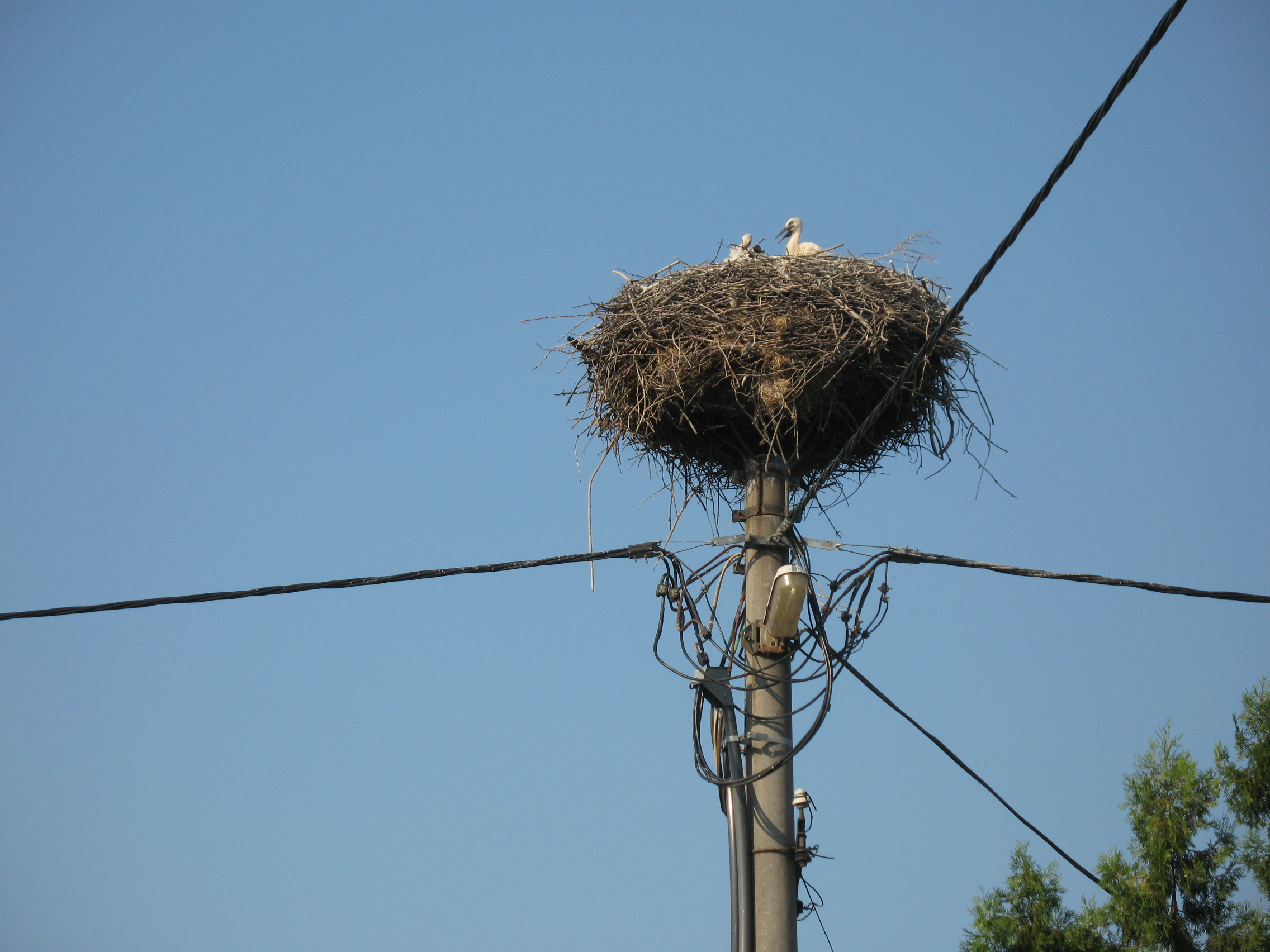
2013
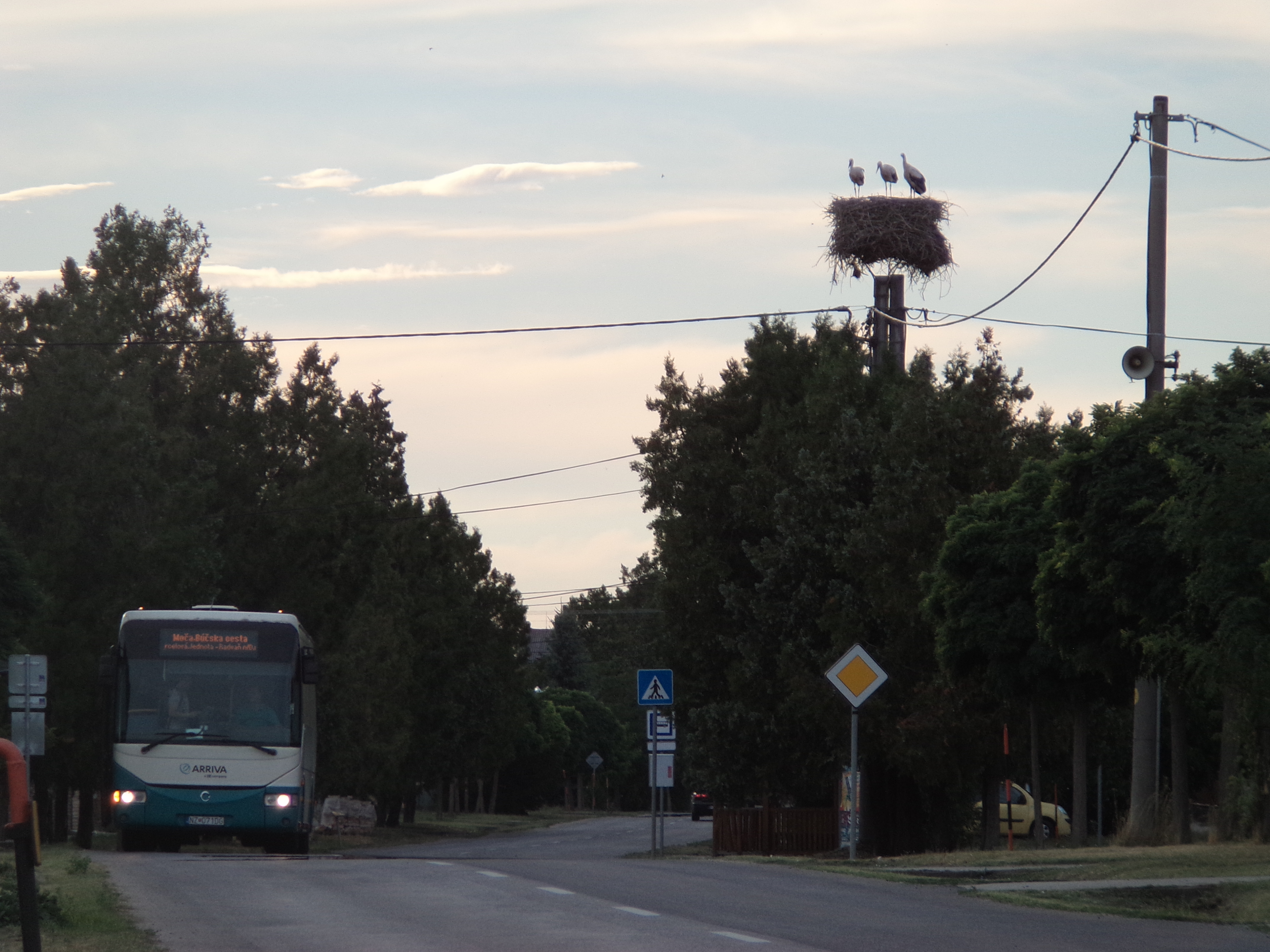
2017
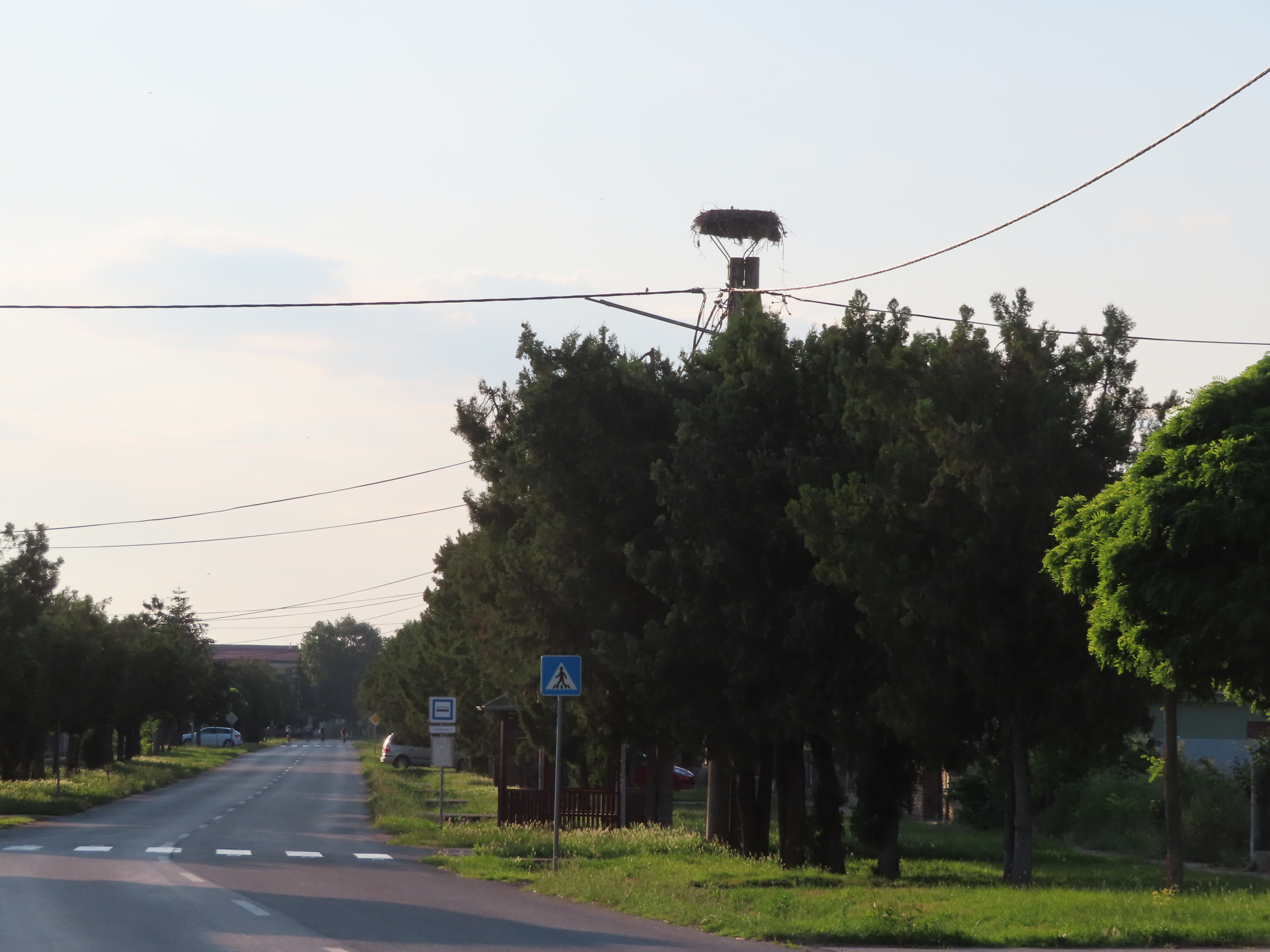
2023

Virten egy gólyafészket tartanak nyilván, amelyben 2011-ben 4, 2013-ban és 2014-ben 2, 2015-ben 1, 2016-ban ismét 2 és 2017-ben 3 fióka volt. 2018 óta nem volt sikeres költés.

## Története
Területén a régészeti leletek tanúsága szerint már az őskorban éltek emberek. A község határában a 7. és 8. századból származó avar-szláv temetőt tártak fel. A római korban a limes részét képező erőd állt a területén.
A falut 1256-ban "terra Werth" alakban említik először a Vág menti Bana várának tartozékaként, abban az oklevélben, melyben a várföldek egy részét IV. Béla király Sefrid német lovagnak adta. 1260-ban "Werch", "Werchteluk" néven szerepel. Werth földet, melyet azelőtt IV. Béla bizonyos kunoknak adott, hadi s egyéb szolgálataiért Macharias testvérének, István ispánnak adja s a határokat a tatai apát jelentése után leírja. 1264-ben Sefrid birtokát az esztergomi  érsekségnek adta. 1268-tól Komárom várának uradalmához tartozott. Később, a komáromi uradalom mellett helyi nemeseké: a Wérthy, majd a Bélyi, a Csájághy, a Huszár és a Gyulay családé.
A középkori falu valószínűleg a török hódoltság alatt pusztult el. 1615-ben elhagyott falu.
A török kiűzése után Virt-pusztaként szerepel az írott forrásokban. A 18. század első felében a Pyber család épített itt reneszánsz-barokk stílusú kastélyt. Itt, egykori tanítványánál, Pyber Benedeknél élt élete utolsó éveiben Baróti Szabó Dávid jezsuita szerzetes, költő.
Vályi András szerint "VIRT. Szabad puszta Komárom Várm. földes Urai Nedeczky, és több Urak, fekszik Kurta-Keszinek szomszédságában, és annak filiája; határja jól termő, vagyonnyai többfélék."
Fényes Elek geográfiai szótárában a következőket írja Virtről: "Virth, puszta Radványhoz 1/2 órányira fekszik Zsitva partján. Kiterjedése 1500 hold, földe homokos, de jótermő, van 249 róm. katholikus, 3 református, s 5 zsidó lakosa, s kath. fiókegyháza. Birtokosok: Nedeczky, Pyber, Balogh."
Komárom vármegye monográfiája szerint "Virt puszta a Zsitva mellett, emelkedett helyen fekszik. A Zsitva vagy a Duna felől nézve, a Zsitva partján elterülő számos úrilakával szép látványt nyújt és rendezett kisebb község benyomását kelti. Szintén ősi telep, mely már a rómaiak korában lakott volt, sőt határában egy római erődnek a nyomai is láthatók voltak. 1256-ban találkozunk első okleveles említésével, a mikor IV. Béla Werth banai várföldnek egy részét Szefrid lovagnak adományozza, a ki négy ekealja földjét Fülöp esztergomi érseknek adja el. Legelső birtokosai kúnok voltak és mivel IV. Béla 1260-ban egy részét Macharias testvérének Istvánnak adományozta, nyilvánvaló, hogy az első adományozás is csak a birtok egy részére vonatkozott. 1265-ben még csak Virt földjéről van említés. Az egykorú oklevél terra Wert ad castrum Bana alakban szerepelteti. 1268-ban, a mikor a banai vár jelentősége már hanyatlott, a komáromi vár tartozéka lett. Később a Vérthy család merül fel birtokosaként, mely innen vette a nevét is. E családnak 1598-ban magva szakadván, a Bélyek lettek az urai. 1662-ben Bély Andrásnak szintén magva szakadt, minek következtében az egész puszta Csajághy György és neje, Konkoly Borbála kezére jut. Később a Huszár család is birtokosa lett és 1723-ban Huszár Imre a maga részét Gyulay Ferencznek zálogosítja el. 1733-ban báró Gyulay Ferencz és a Nedeczky család között e puszta birtoka fölött peralkú köttetett. Később e két család osztályos atyafiai lettek a birtokosok, így a Pyber, Balogh, Marton és a Nedeczky családbeliek; most pedig a Pyber testvéreknek és Farkas Ferencznek van itt nagyobb birtokuk és szép, kényelmes úrilakuk."
Területe a trianoni diktátumig Komárom vármegye Udvardi járásához tartozott. A település korábban Dunaradvány része volt, csak 1990-ben lett önálló község.

## Népessége
| Év:            | 1994. | 2004.   | 2014.    | 2024.    |
| -------------- | ----- | ------- | -------- | -------- |
| Emberek száma: | 326   | 317     | 284      | 324      |
| Eltérés:       |       | -2,76 % | -10,41 % | +14,08 % |

| Év:            | 2023. | 2024.   |
| -------------- | ----- | ------- |
| Emberek száma: | 318   | 324     |
| Eltérés:       |       | +1,88 % |

2001-ben 304 lakosából 204 magyar (67,1 %) és 96 szlovák (31,6 %) nemzetiségű.
2011-ben 285 lakosából 170 magyar és 92 szlovák.
2021-ben 309 lakosából 199 (+9) magyar, 105 (+1) szlovák és 5 egyéb nemzetiségű volt.

## Oktatás, kultúra

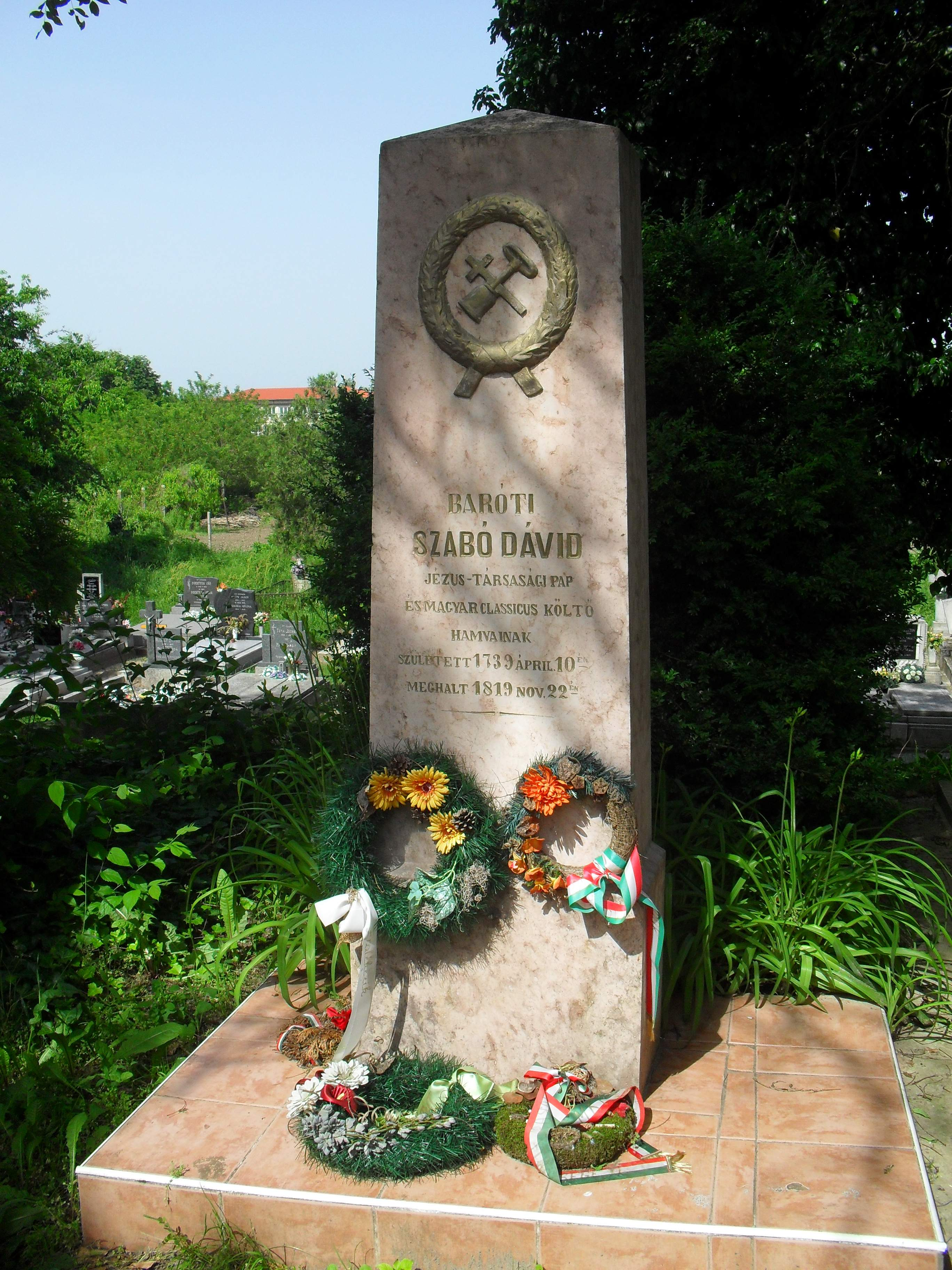
Baróti Szabó Dávid sírja a katolikus templom melletti temetőben

A községben magyar nyelvű óvoda működik (a községi hivatal épületében).

## Nevezetességei
- A Zsitva-tó partján egykor álló nemesi kúriák közül csupán a 18. század elején épült barokk Pyber-kúria maradt fenn.
- A Szentháromság tiszteletére szentelt római katolikus templom barokk stílusban épült a 18. század első felében. Eredetileg temetőkápolna volt.
- A község a szomszédos Dunaradvánnyal együtt évente megrendezi a Baróti Szabó Dávid Napokat.
- A községben évente borversenyt is rendeznek.

### Emlékművek, szakrális kisemlékek
- Baróti Szabó Dávid síremléke a virti temetőben található.
- Baróti Szabó Dávid mellszobra.
- Kopjafa a község címerével és az 1256-os évszámmal.
- A katolikus templom mellett álló feszület.
- Temetői nagykereszt.

## Neves személyek
- Itt született 1822-ben Nedeczky Gáspár római katolikus plébános.
- Itt született 1870-ben Endrei Zalán esztéta, irodalomtörténész, történész, író, újságíró.
- Itt hunyt el 1819. november 22-én Baróti Szabó Dávid jezsuita papköltő, műfordító.

## Képtár

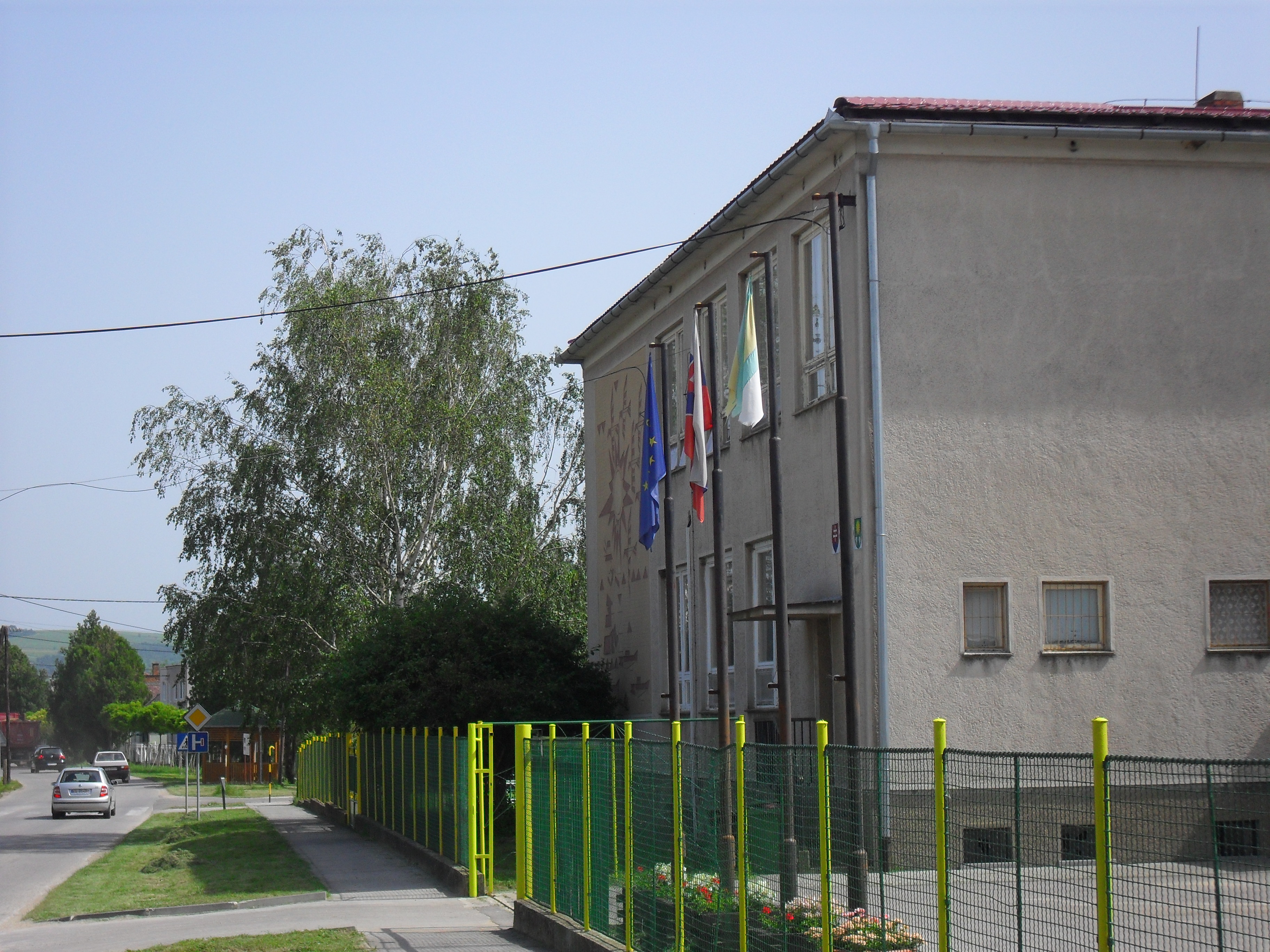
A községi hivatal épülete
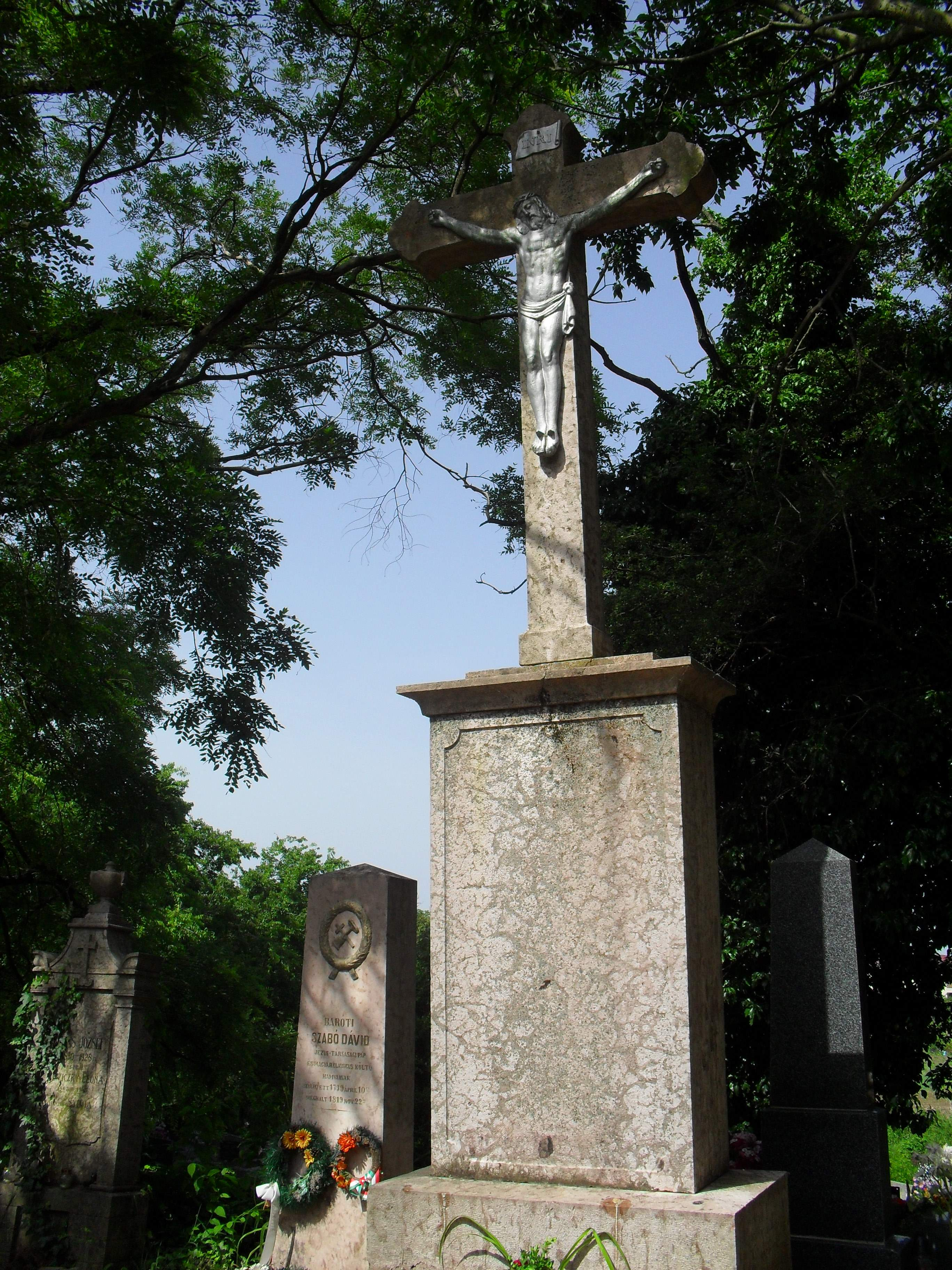
Temetői nagykereszt
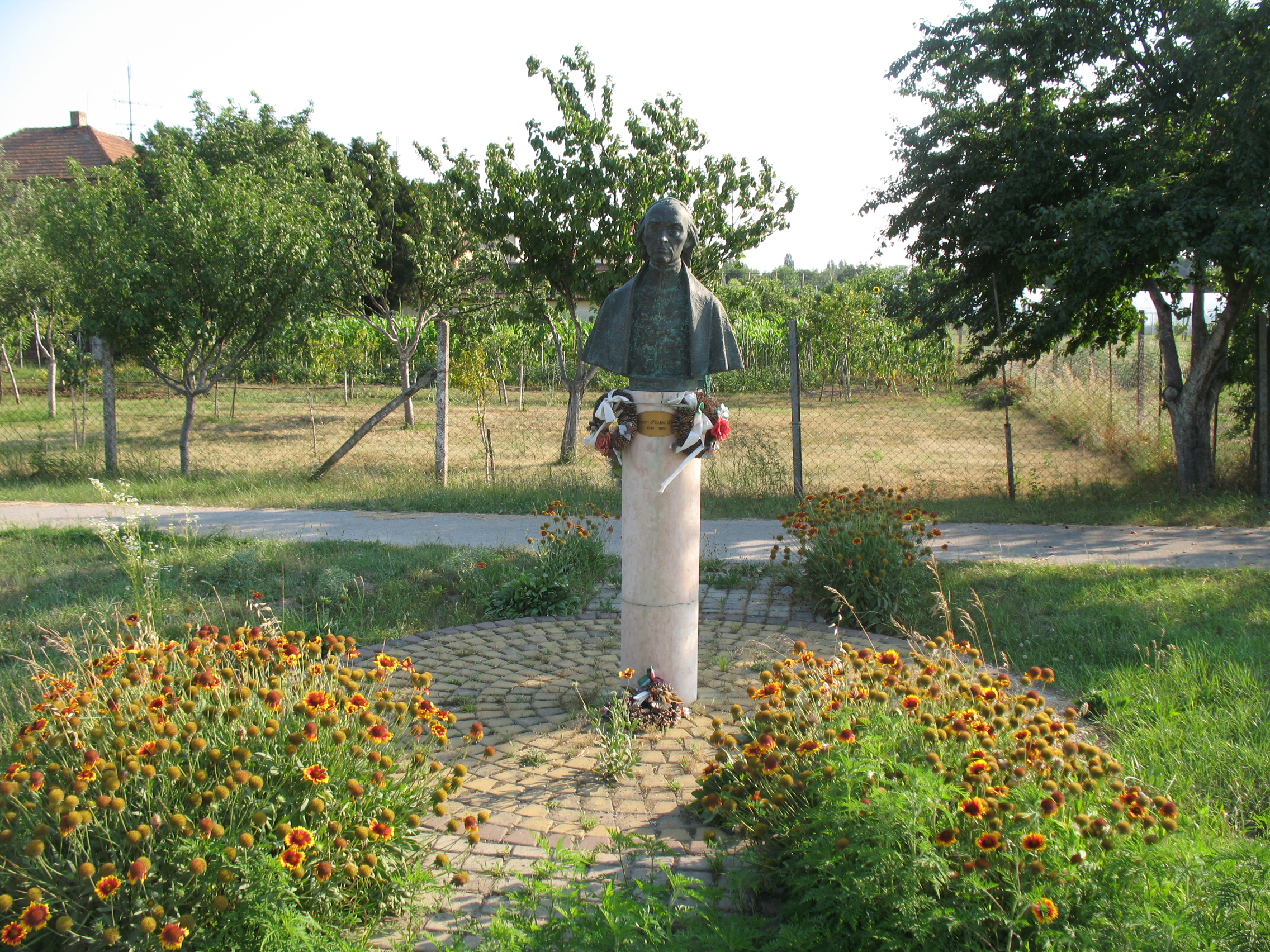
Baróti Szabó Dávid mellszobra
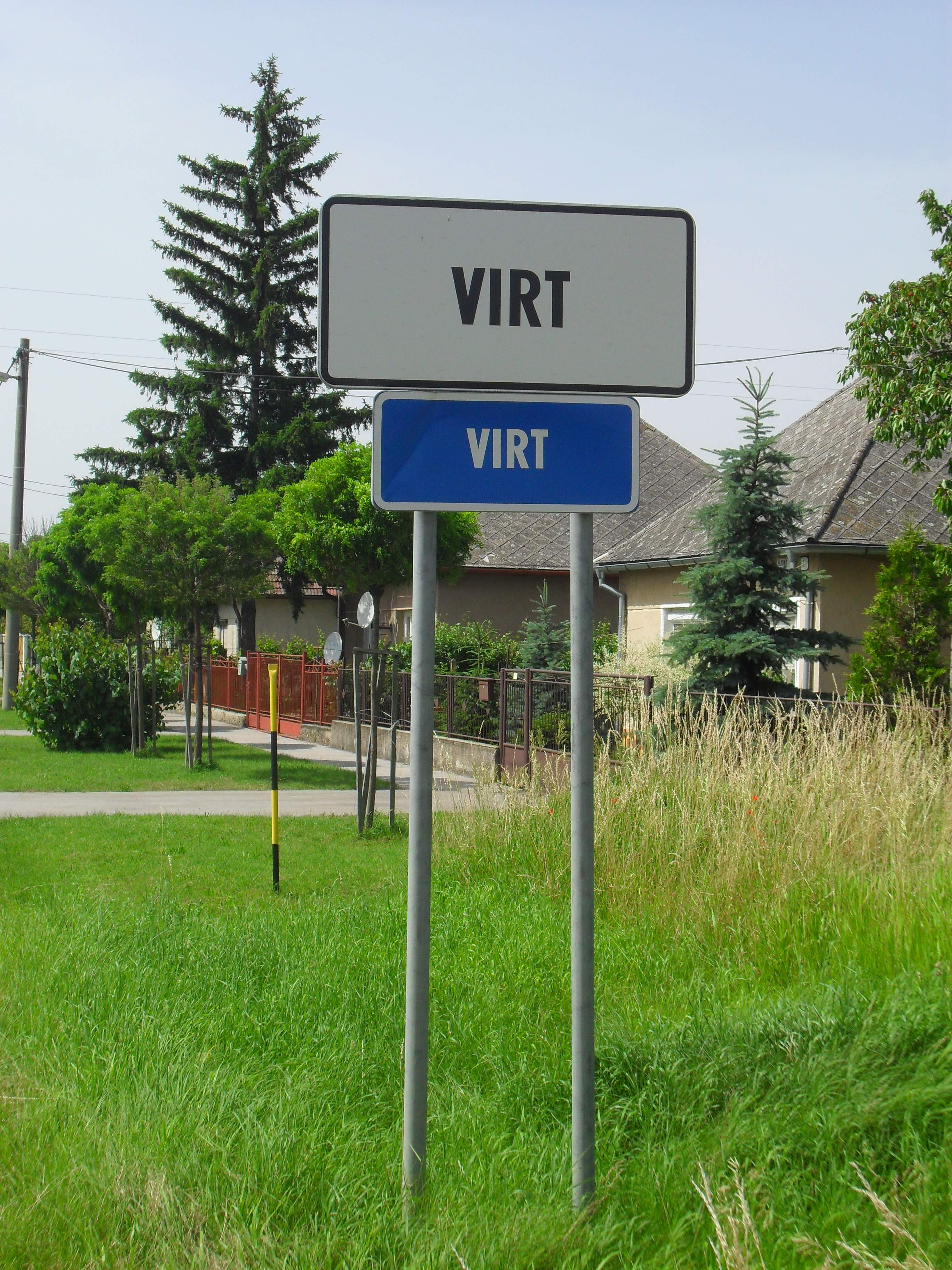
Kétnyelvű helységnévtábla
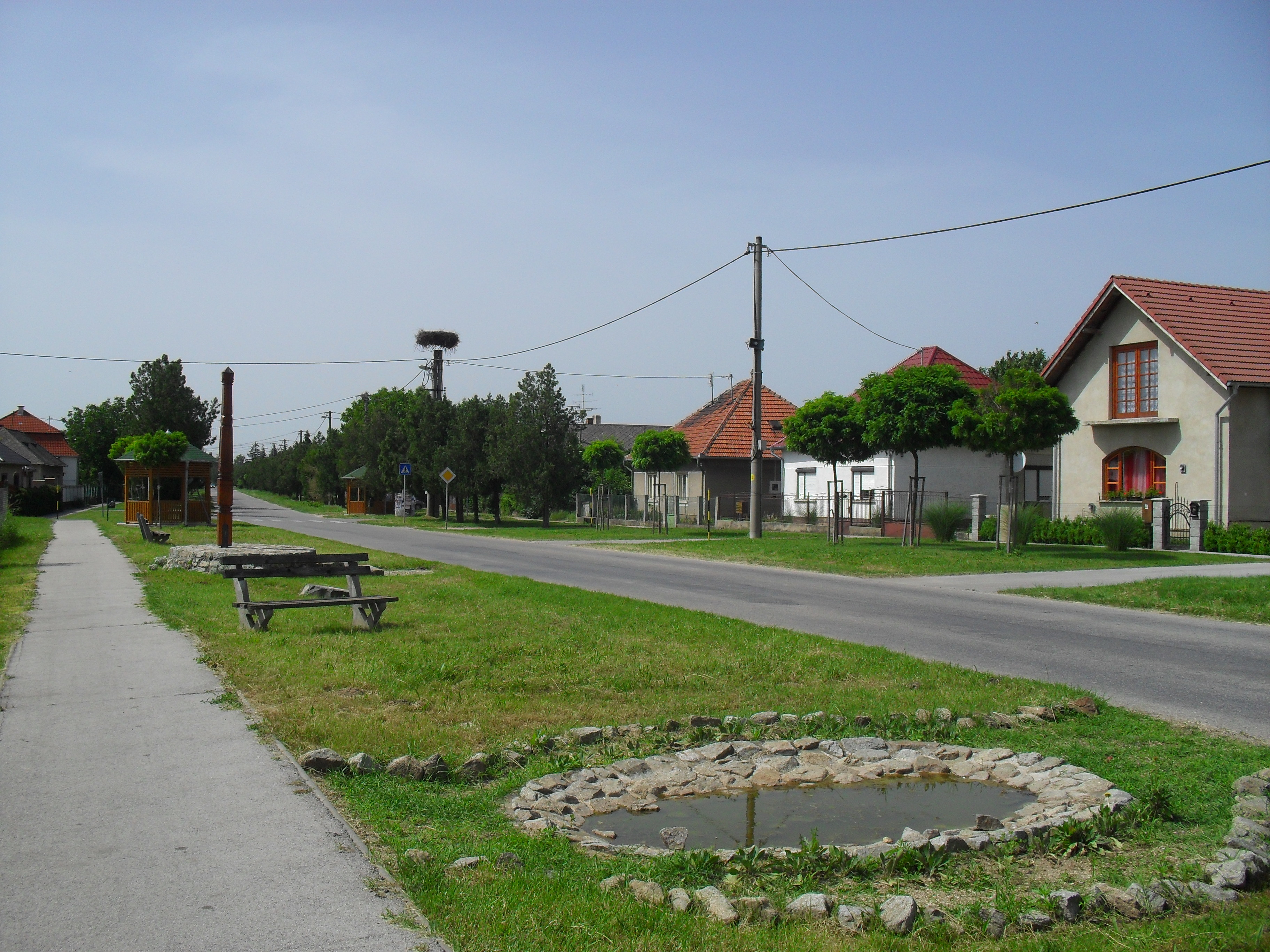
Virti utcakép
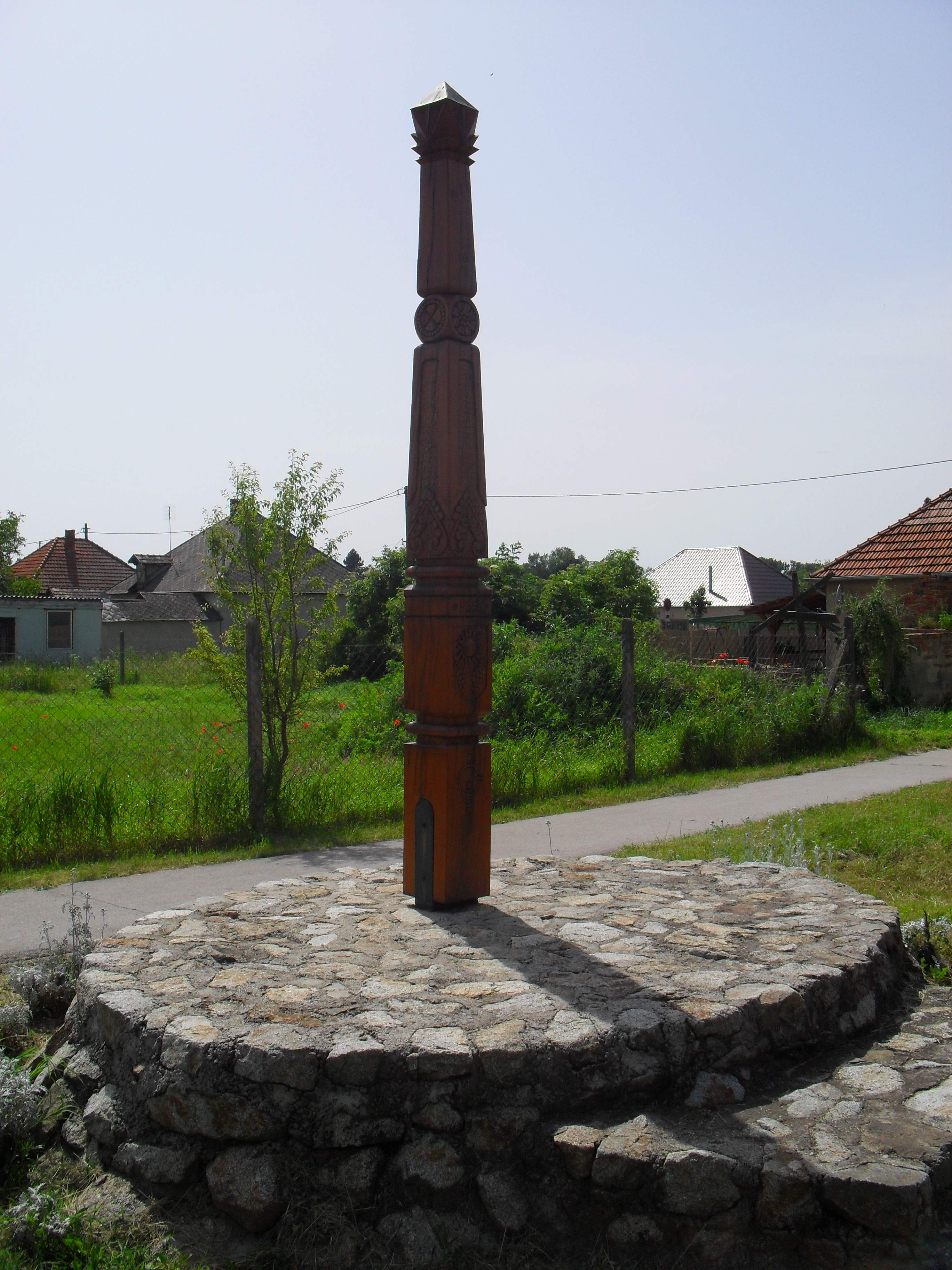
Kopjafa
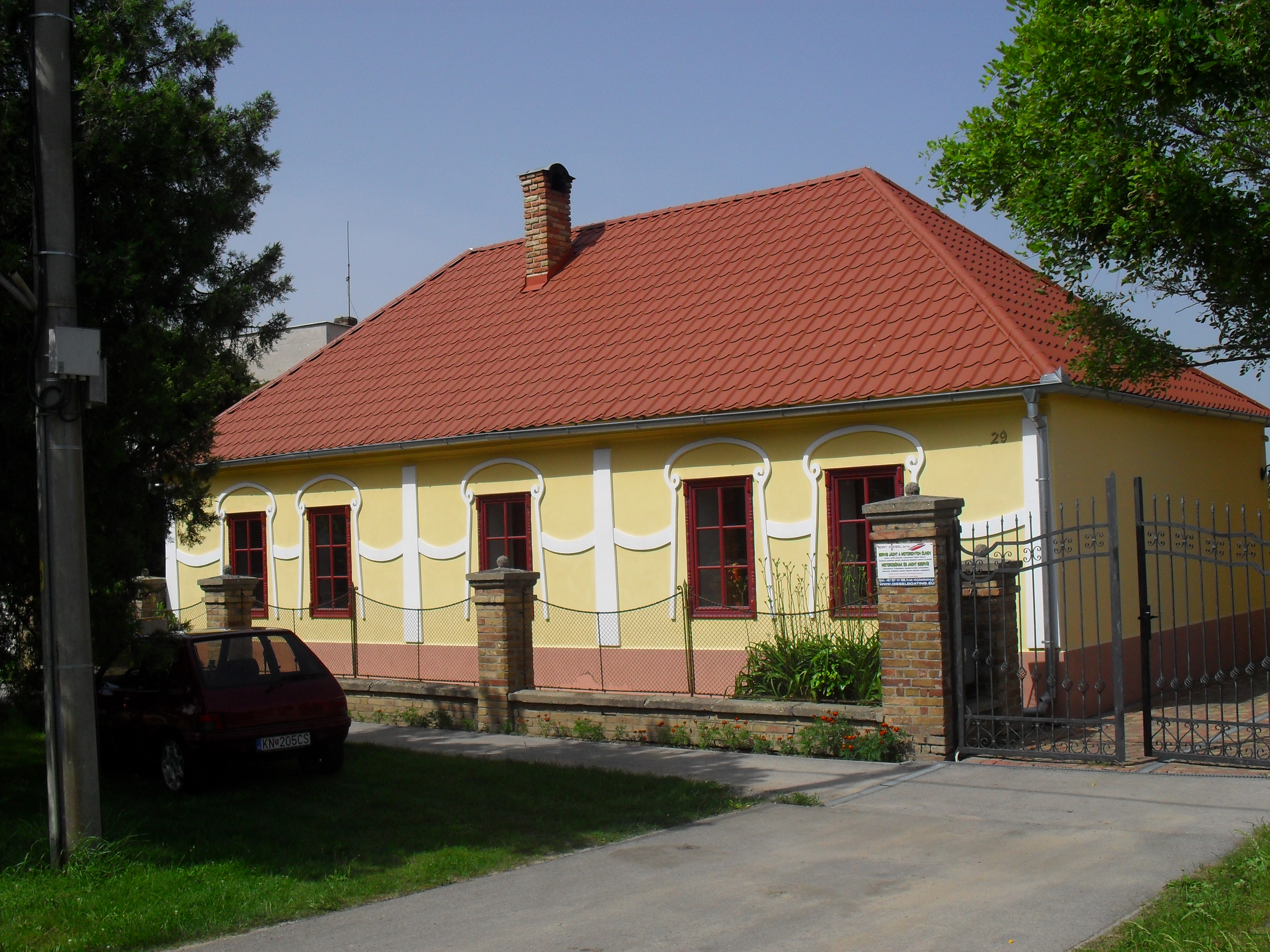
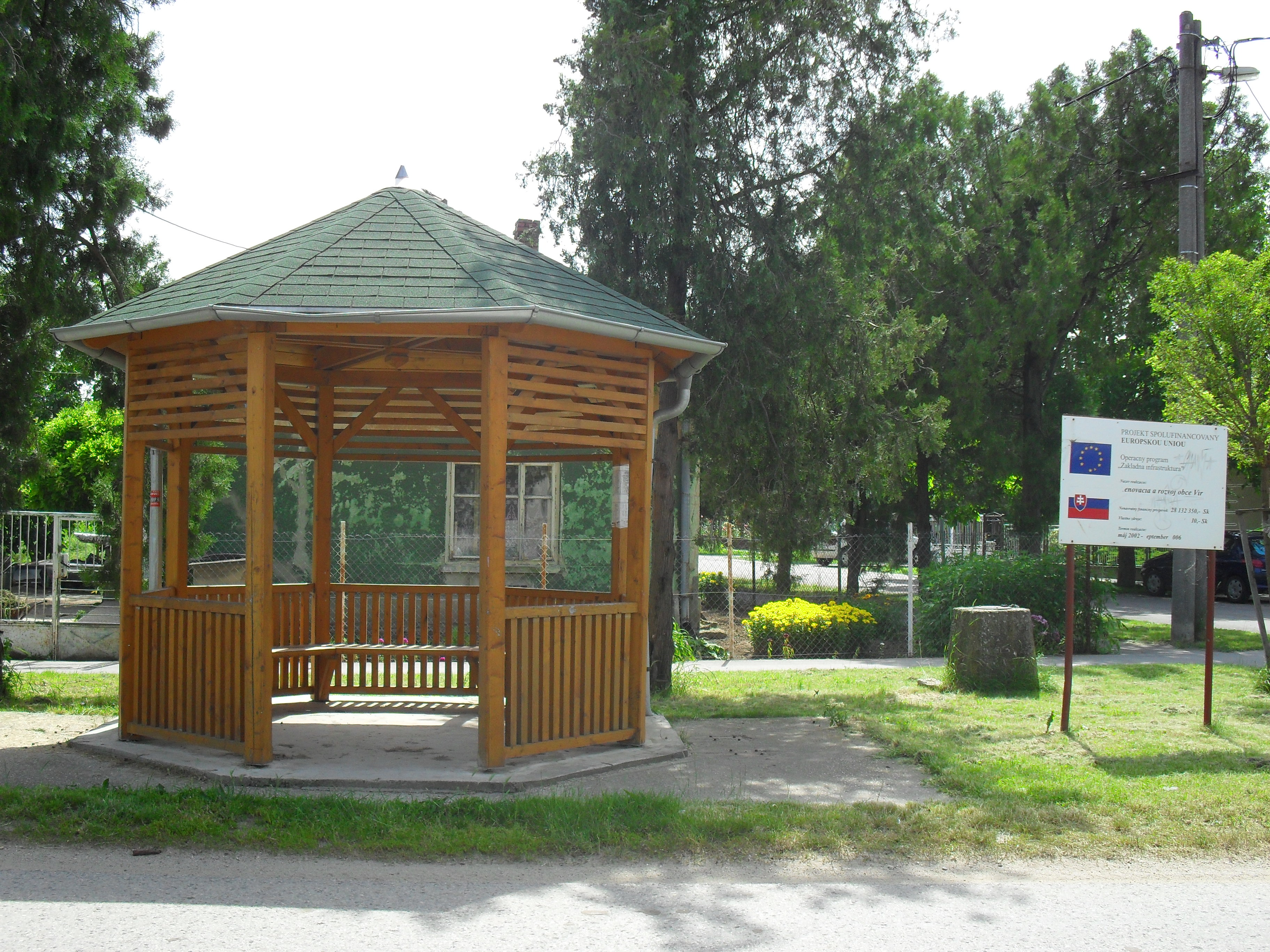
Buszmegálló
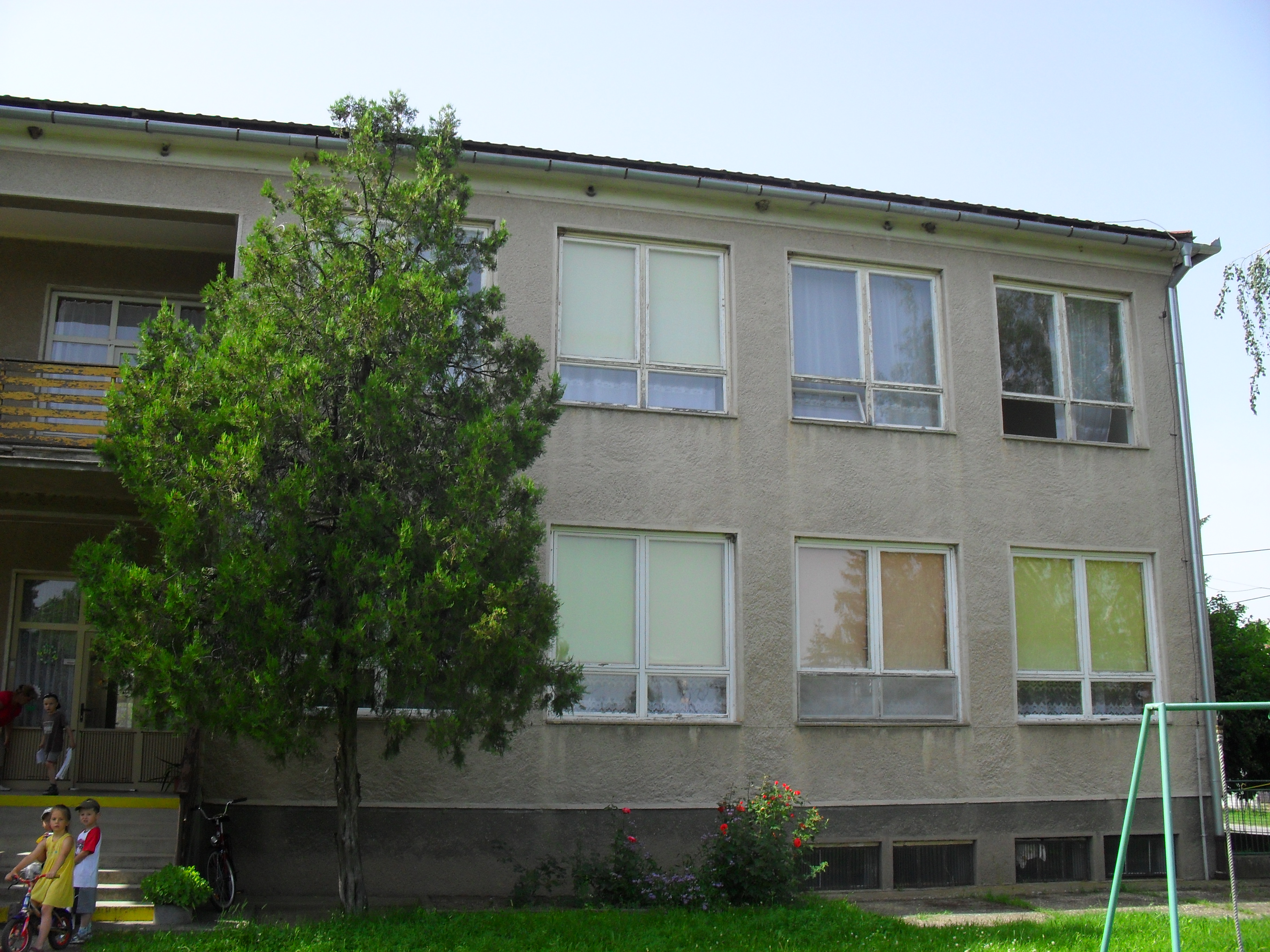
Óvoda
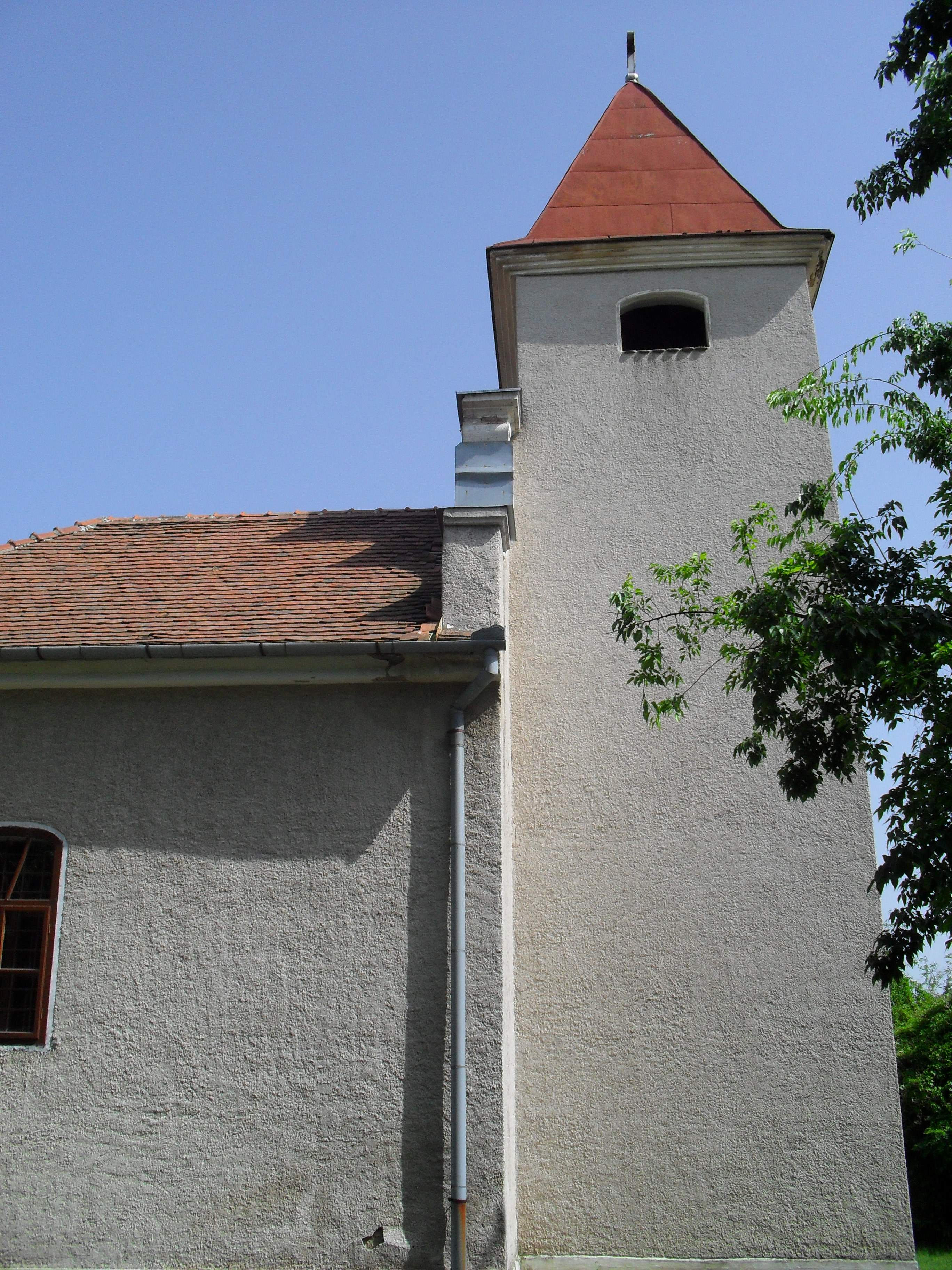
Katolikus templom
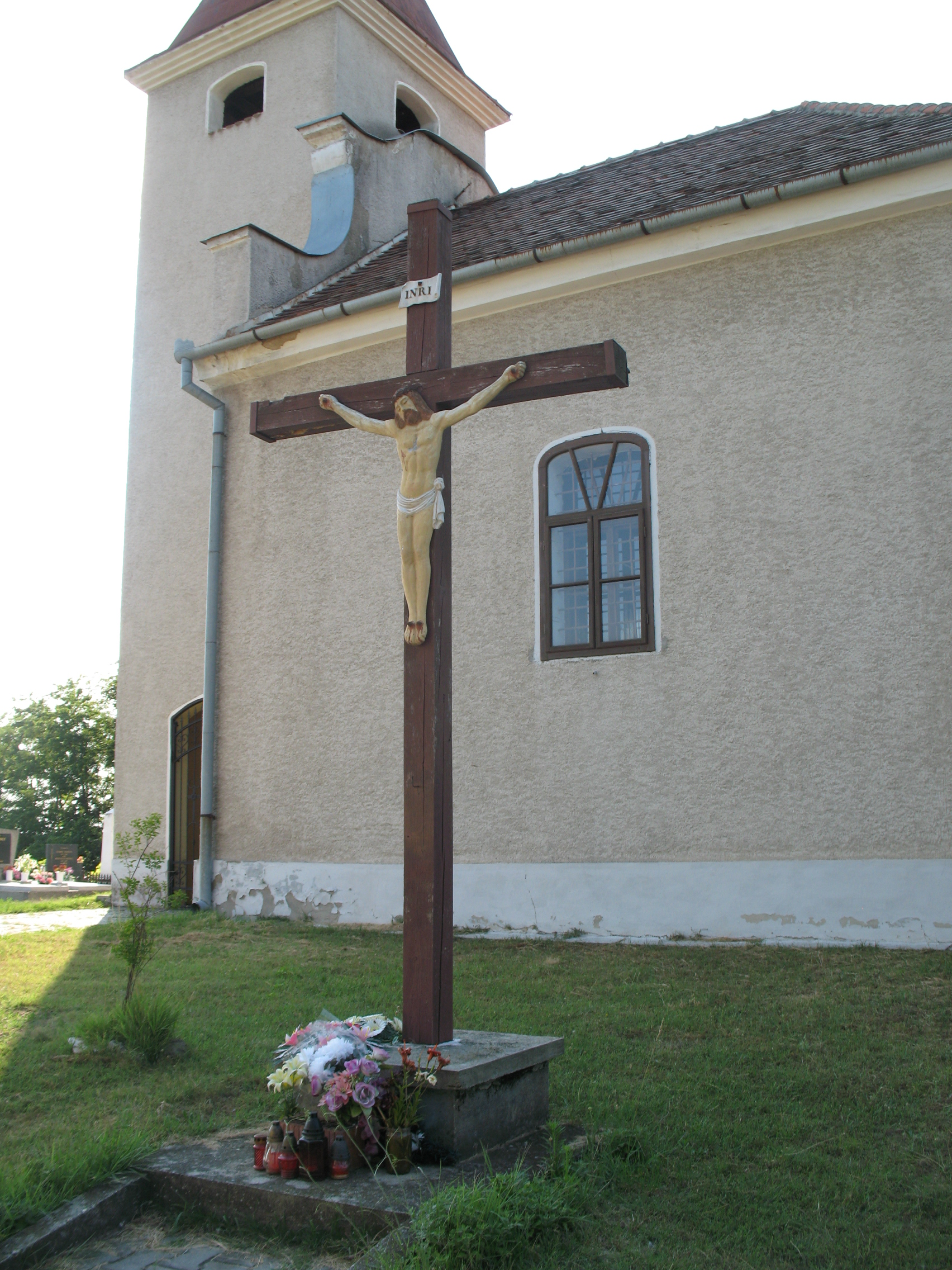
A templom mellett álló feszület
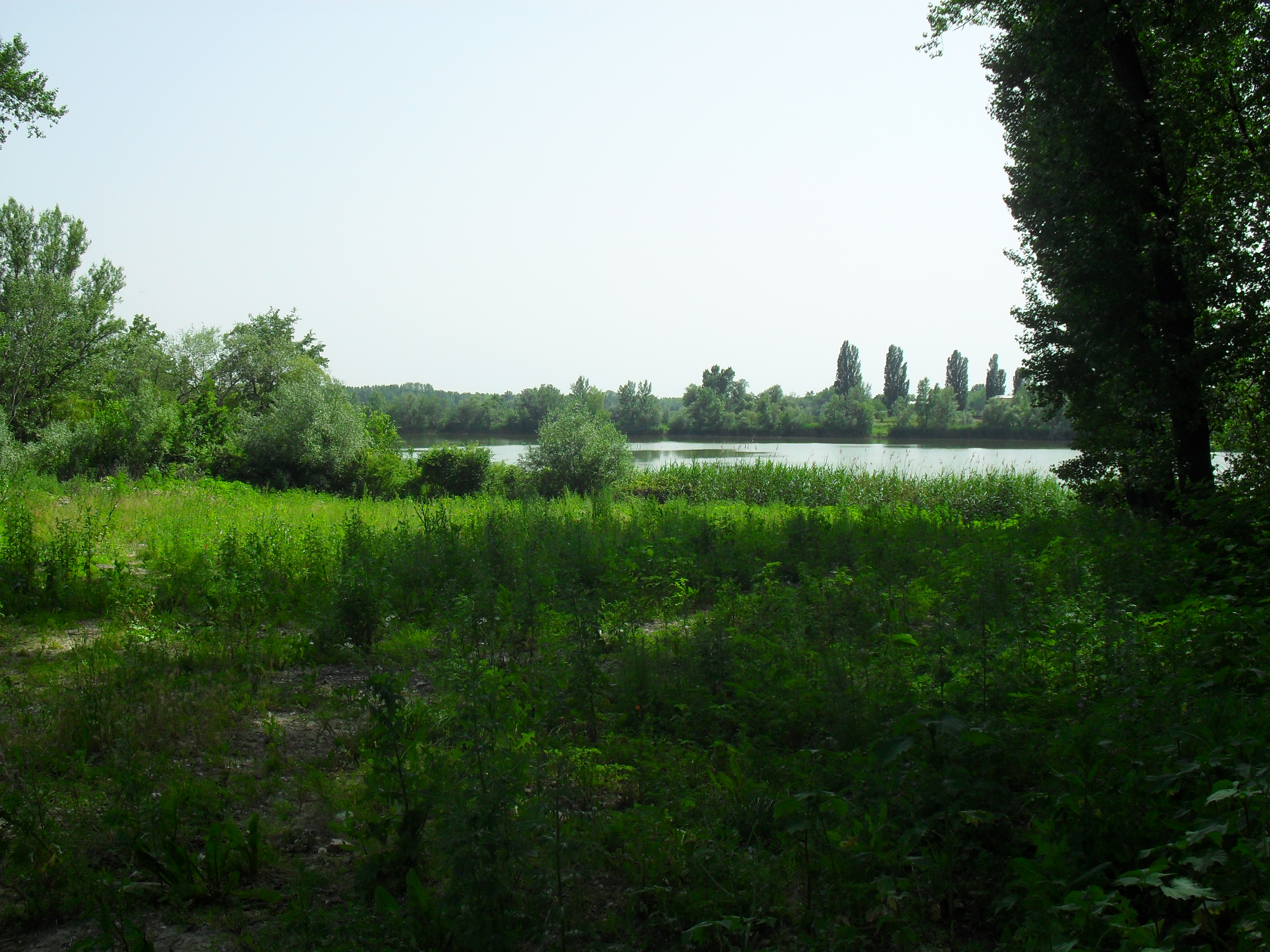
A Zsitva partján
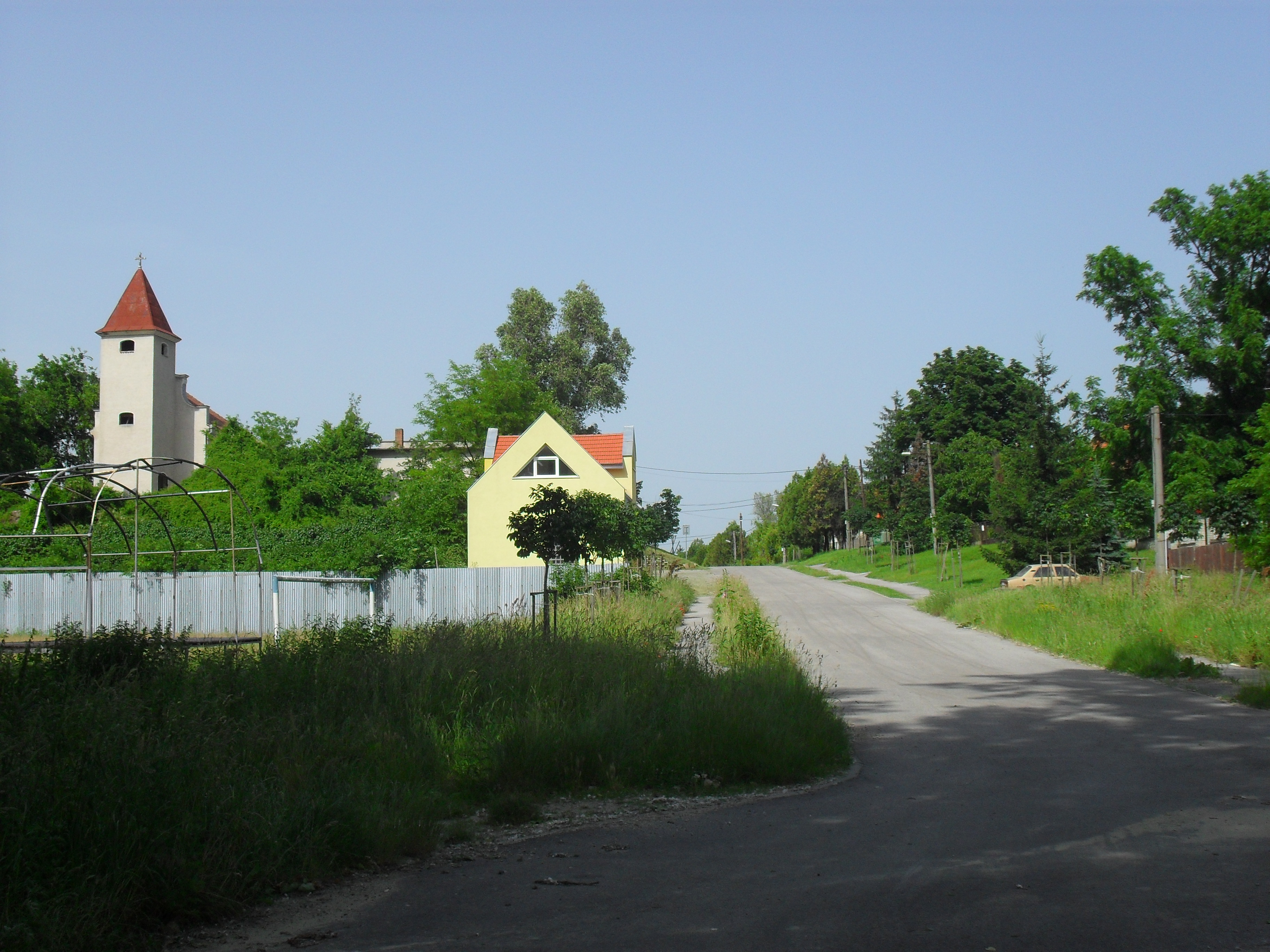
Virti utcarészlet
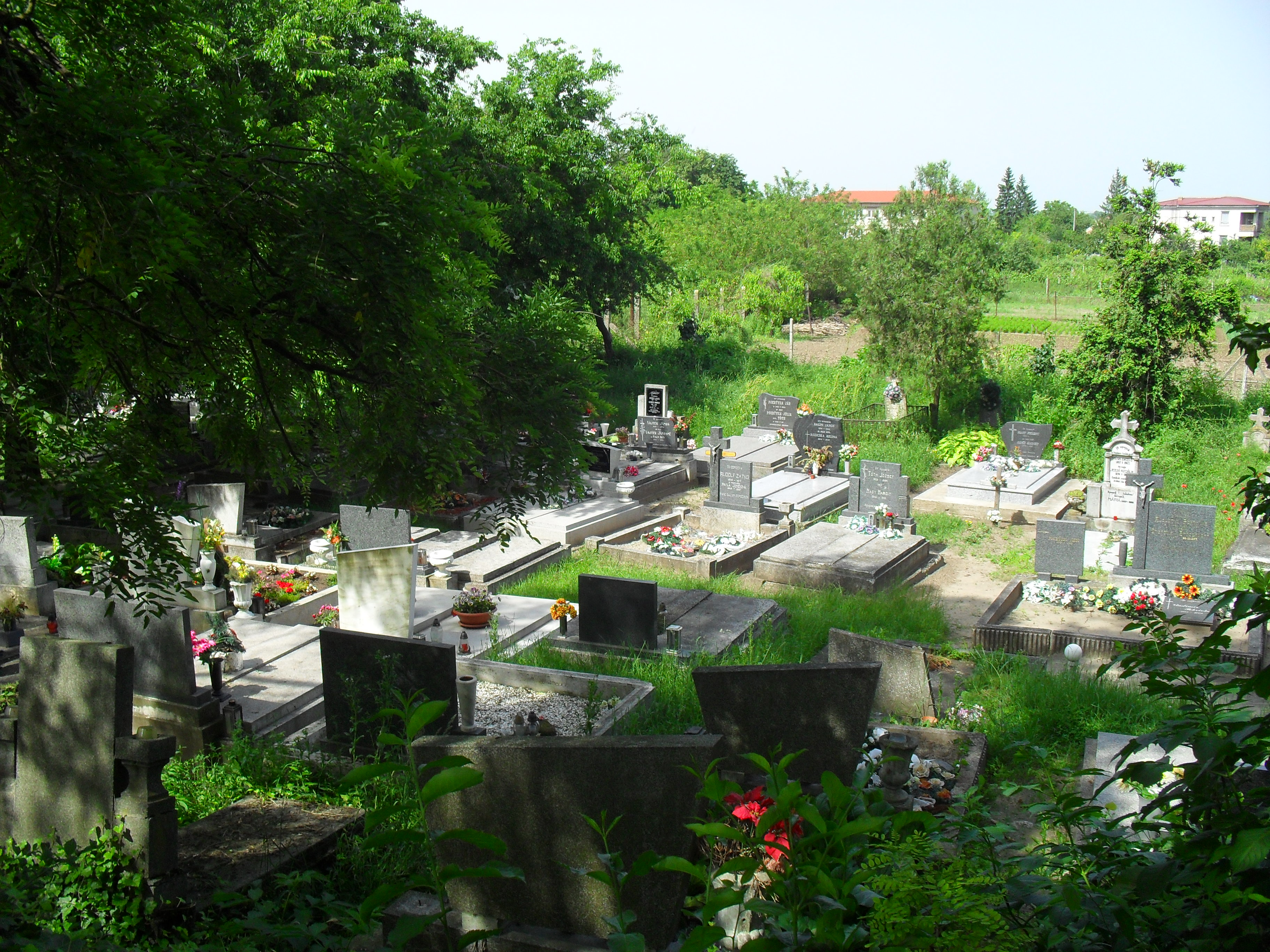
Temető
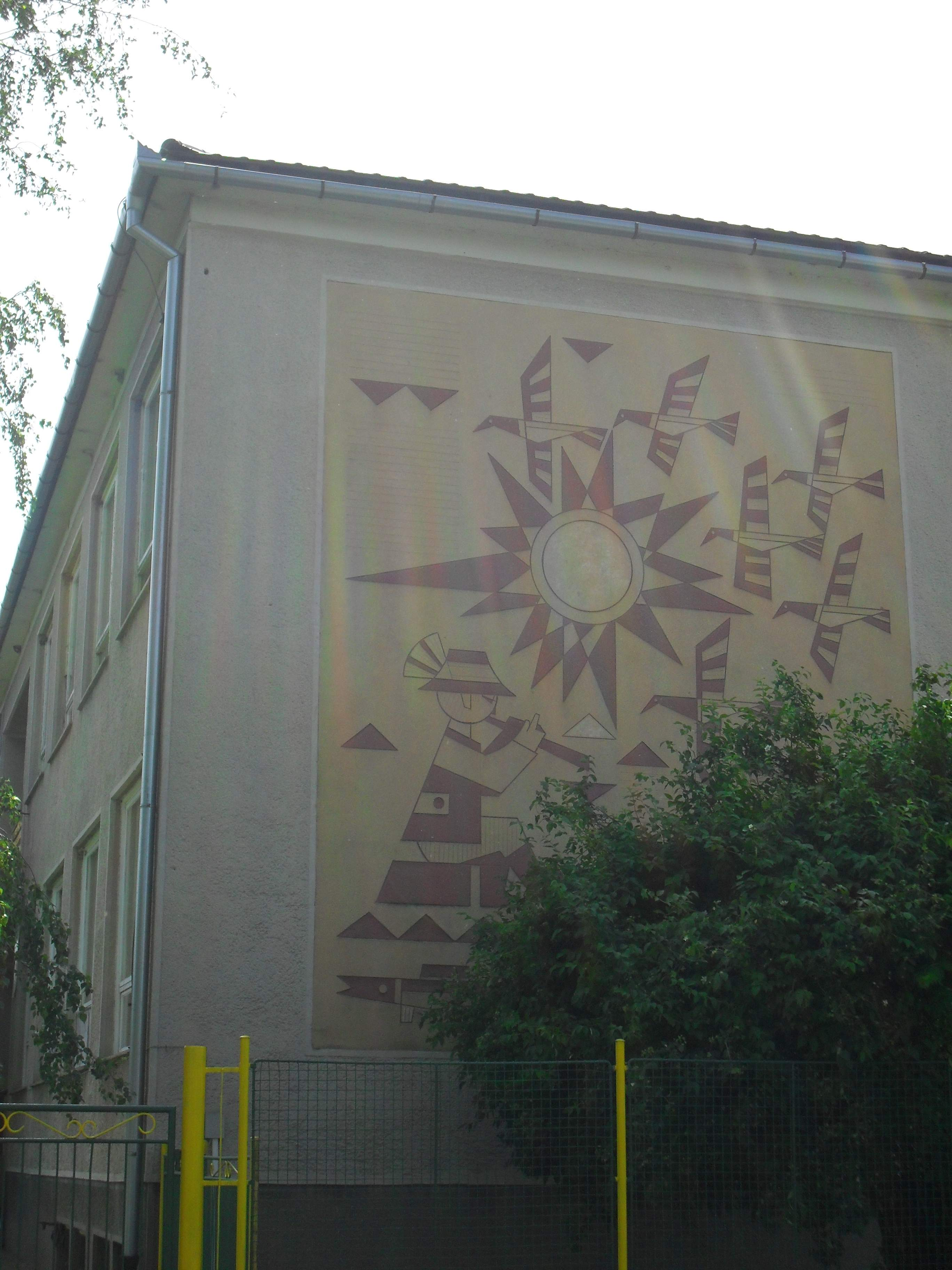
A községi hivatal - óvoda épülete

## Testvértelepülés
- Balatonudvari, Magyarország

## Külső hivatkozások
- Községinfó
- E-obce.sk Archiválva 2009. augusztus 3-i dátummal a Wayback Machine-ben
- Az Új Szó cikke